# UGG
UGG（アグ）はアメリカのデッカーズ・アウトドア・コーポレーションの登録商標で、アメリカ合衆国及び中国を含む世界中の140カ国以上で登録されている。中国とトルコでは著名商標として法的に認められた。
UGGが一般名称であるという考え方はオーストラリアとニュージーランドに限られているようである。
UGGの正確な起源は判っていないが、最初、シェーン・ステッドマンのUGGブランドが1980年にオーストラリアで使用された結果、一般名称化して使用されて商標権は消滅したが、UGGブランドはその他の世界では著名な商標となったようである。
UGGブランドはアメリカの会社、デッカーズ・コーポレーションによって所有されているファッション・フットウエアと衣服のブランドである。UGGは上記の写真のようにクラシックなシープスキンブーツが有名だが、シューズ、サンダル、ウエッジス、スリッパース、ニットウエア、アウターウエア及びハンドバッグと幅広く展開している。
UGGのブーツに使われるシープスキンは、表面がスエード、裏面がウールのフリースの2面となっている。羊の毛皮は多孔質（表面に細かい穴がたくさん開いている）ため、夏は涼しさを保ち、冬は暖かい。
facebookアカウントを乗っ取る手法でUGG Australiaを騙ったスパム投稿ならびにスパムメール配信が横行しているため、同社が公式HP上で注意を促している。

## 歴史
シープスキンブーツのスタイルを考案したのは、オーストラリア人のサーファー、シェーン・ステッドマンである。彼はオーストラリアの冷たい海でサーフィンをするために、暖かいブーツをデザインした。1971年にステッドマンはオーストラリアでUGH-BOOTSを商標登録し、1982年にUGHの商標を登録した。
1978年やはりオーストラリア人のサーファーのブライアン・スミスが、オーストラリア製のシープスキンブーツをアメリカに持ちこみ、ニューヨークとカリフォルニアで売り出した。そしてアメリカでフットウエアメーカー、UGG Australiaを立ち上げた。UGG Australiaのフットウエアはカリフォルニアのサーファーとハリウッドのセレブに人気を集め、1985年にスミスはUGG Australiaのロゴをアメリカで登録申請し、1987年に登録された。
1995年、アメリカのフットウエアメーカー、デッカーズ・アウトドア・コーポレーションが1,500万ドルでUGGホールディングを買収。翌1996年にはシェーン・ステッドマンも、譲渡金額1万ポンドと、生涯UGGのブーツを年3足貰うことを条件に、オーストラリアでのUGH商標をデッカーズに売却した。